# Jagdstaffel 11
A Jagdstaffel 11, conhecida também por Jasta 11, foi um esquadra de aeronaves da Luftstreitkräfte, o braço aéreo das forças armadas alemãs durante a Primeira Guerra Mundial. Foi a esquadra com melhor prestação de toda a Grande Guerra, com um total de 350 aeronaves inimigas abatidas. A primeira, cortesia do barão vermelho Manfred von Richthofen, foi abatida no dia 23 de Janeiro de 1917. Durante o mês de Abril de 1917, a Jasta 11 obteve 89 vitórias aéreas.
Com o desenrolar da guerra, a Jasta 11 foi incorporada juntamente com outras jastas para formar a Jagdgeschwader 1.

## Aeronaves

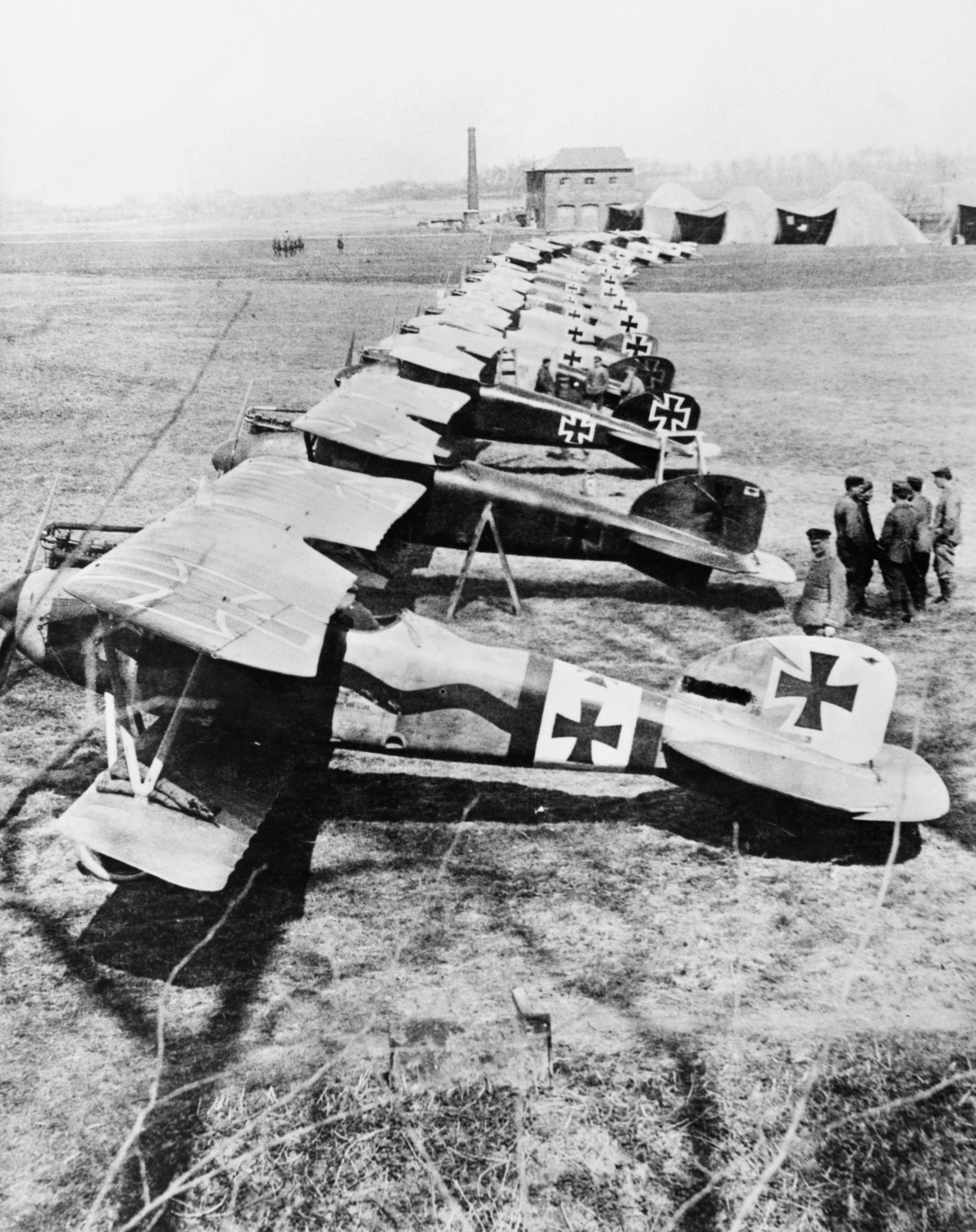
Jasta 11 e as suas aeronaves Albatros D.III nas imediações de Douai, França.

- Albatros D.III
- Fokker DR.I
- Fokker D.VII